# Estadio Anxo Carro
Das Estadio Anxo Carro (galicisch: Estadio Anxo Carro, kastilisch: Estadio Ángel Carro) ist ein Fußballstadion in der spanischen Stadt Lugo. Es dient dem Fußballverein CD Lugo als Heimstätte. 

## Geschichte
Das Stadion wurde am 31. August 1974 mit einem Turnier zwischen der Heimmannschaft sowie Deportivo La Coruña und Club Lemos eröffnet. Das am Ostufer des Rio Miño gelegene Spielfeld ersetzte ein 1934 errichtetes gleichnamiges Stadion (von 1934 bis 1960 noch Estadio de Los Miñones) und bot bei seiner Eröffnung rund 8000 Zusehern Platz. Im Jahr 1986 wurde die Osttribüne renoviert und überdacht. Zum ersten Aufstieg von CD Lugo in die Segunda División im Jahre 1992, wurde auf der ehemaligen Naturtribüne auf der Nordseite der Spielstätte ein überdachter Zuschauerrang gebaut. Nach einer weiteren umfassenden Renovierung 2001, bei der alle Tribünen mit Sitzplätzen versehen wurden, verringerte sich das Fassungsvermögen des Estadio Anxo Carro auf 4785 Besucher.